# Henri Bernstein
Pour les articles homonymes, voir Bernstein.
Henri Bernstein ou Henry Bernstein (Henry Léon Gustave Charles Bernstein), né le 20 juin 1876 à Paris 8e arrondissement et mort le 27 novembre 1953 à Paris 16e arrondissement, est un dramaturge français du théâtre de boulevard.
Il devint célèbre en 1906 grâce au succès de son drame bourgeois Le Voleur.

## Biographie

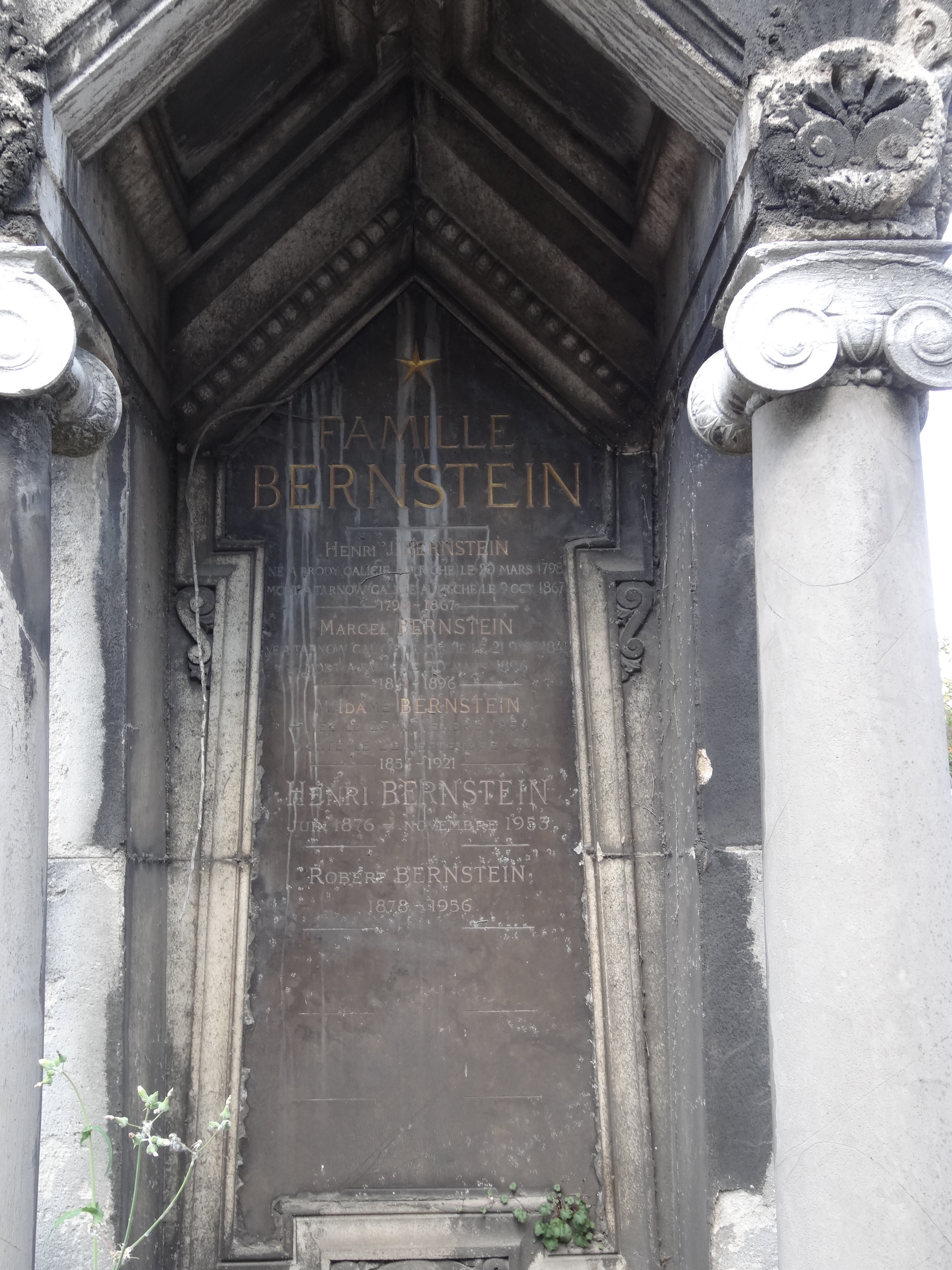
Tombe de Henri Bernstein au cimetière de Passy (Paris), 11e division.

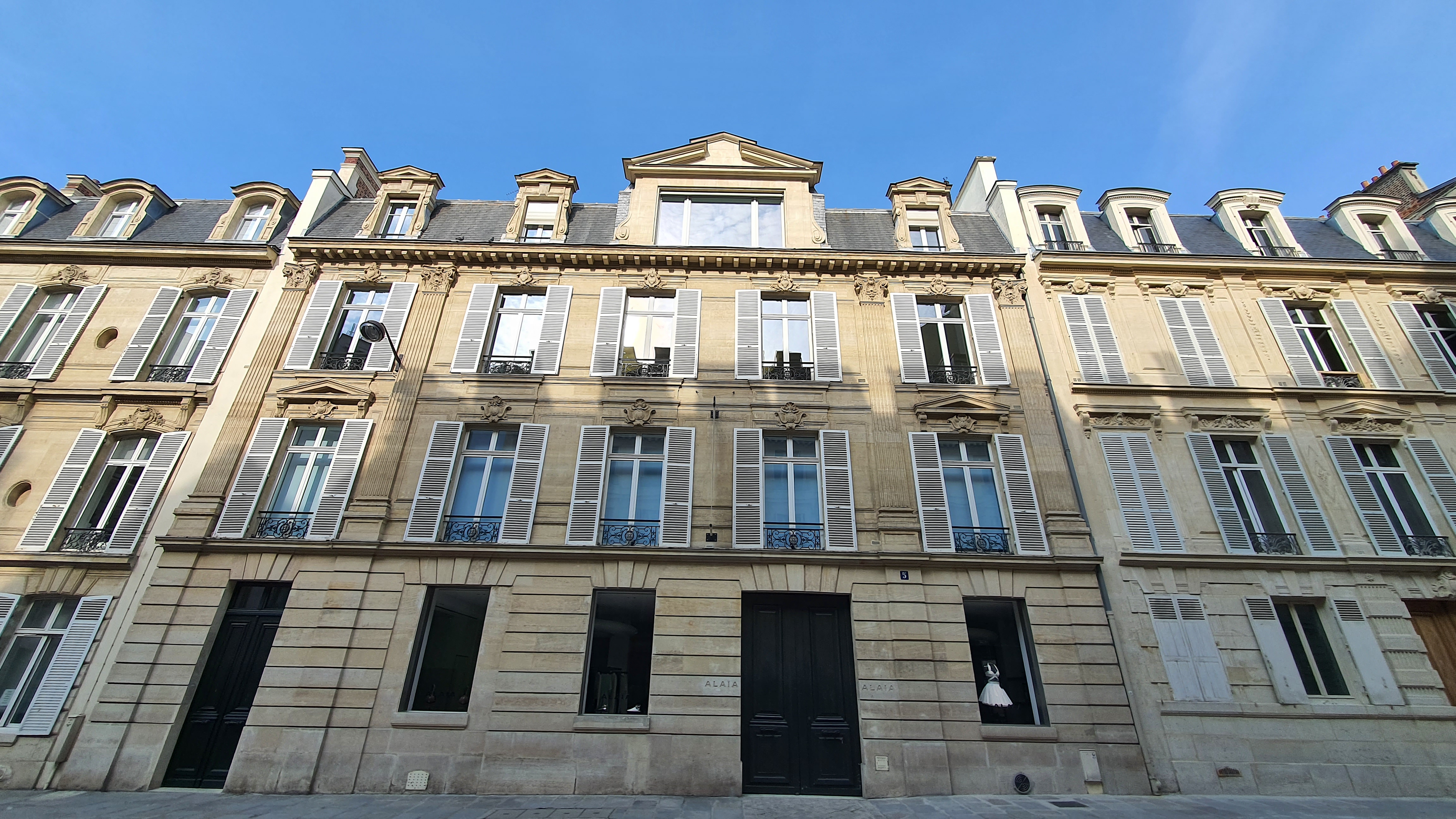
Sa maison natale rue de Marignan à Paris.

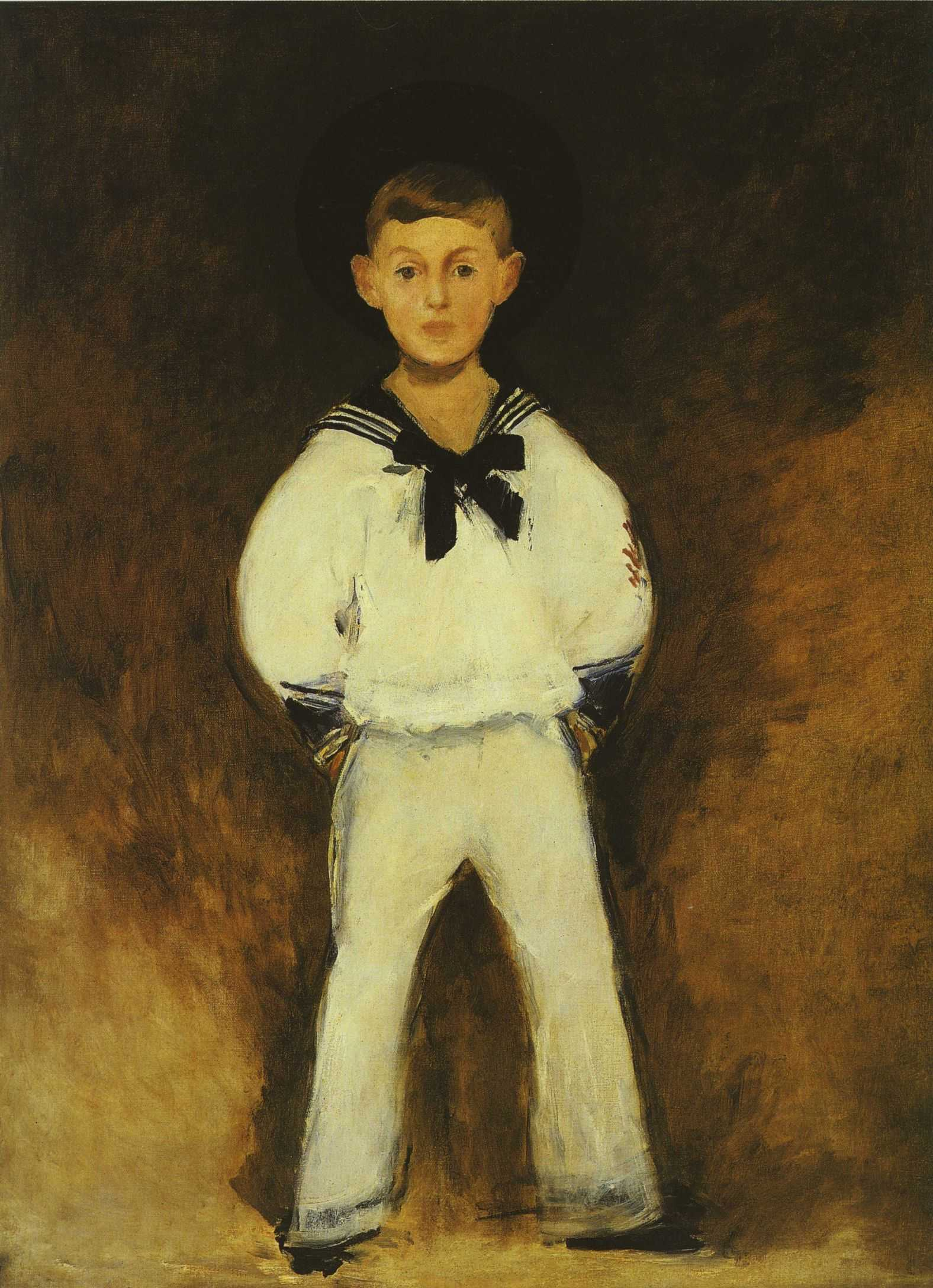
Henry Bernstein enfant peint par Édouard Manet.

Henri Bernstein naît au 5, rue de Marignan au domicile de ses parents, Marcel Bernstein, négociant, et Ida Seligman.
Il est élève au lycée Condorcet.
Effectuant son service militaire en 1900, il décide de déserter au bout de sept mois et s'enfuit à Bruxelles, puis il obtient sur intervention de Madame Simone, du ministre de la guerre, le Général André, le droit de rentrer en France, ainsi qu'une dispense d'effectuer les dix-sept mois de service militaire qu'il lui restait à accomplir.
En 1911, Henri Bernstein donne à la Comédie-Française la pièce controversée Après moi, dénoncée comme une œuvre « juive » et qui plus est d'un « juif déserteur », par ses détracteurs qui jugeaient qu'elle ne devait pas avoir sa place au théâtre. Cette représentation lui vaudra ainsi des manifestations tant antisémites que nationalistes comme celle organisée par Léon Daudet de l'Action française qui s'insurge moins contre la pièce que contre son auteur, à la fois en raison de ses origines juives et de son passé de déserteur.
En 1920, Il exprime son admiration envers le fascisme de Benito Mussolini dans un télégramme
Par la suite, Bernstein fut directeur du théâtre du Gymnase à Paris de 1926 à 1939 et y créa plusieurs de ses œuvres et des plus remarquables telles que Samson, La Rafale, La Galerie des glaces, Mélo, Le Bonheur, Le Messager… La Galerie des glaces fait l'objet en 1926 d'une publication assortie en frontispice d'un portrait de Henri Bernstein par Raymonde Heudebert (Arthème Fayard & Cie Éditeurs). Dans Elvire (1939), il dévoile au public parisien l'existence des camps de concentration à travers le personnage d'une réfugiée autrichienne (rôle créé par Elvire Popesco). Les représentations de la pièce sont interrompues par l'entrée en guerre de la France.
Avant la Seconde Guerre mondiale, il connut un regain de célébrité grâce à un duel contre Édouard Bourdet, son rival dans le même genre théâtral. Bien que marié avec Claire Martin (1891-1981), il vécut avec Eve Curie de 1932 à 1940.
Durant la Seconde Guerre mondiale, il s'exile aux États-Unis. Il y écrivit Portrait d'un défaitiste, un portrait implacable de Pétain qui connut un grand écho dans la presse américaine. En 1941, il est déchu de la nationalité française. Il vivait alors à New York au Waldorf-Astoria. Dans son ouvrage Le Soleil et les Ombres (Robert Laffont, 1976), Jean-Pierre Aumont s'est montré choqué du désintérêt manifesté par Bernstein pour la guerre et du luxe dans lequel il vivait.
Il rentre en France en août 1946 et reprend la direction du théâtre des Ambassadeurs.
Il se marie le 12 juillet 1915 à Boulogne-Billancourt avec Claire Marie Antoinette Martin ; leur divorce est prononcé par jugement du tribunal civil de la Seine le 25 octobre 1946.

## Théâtre

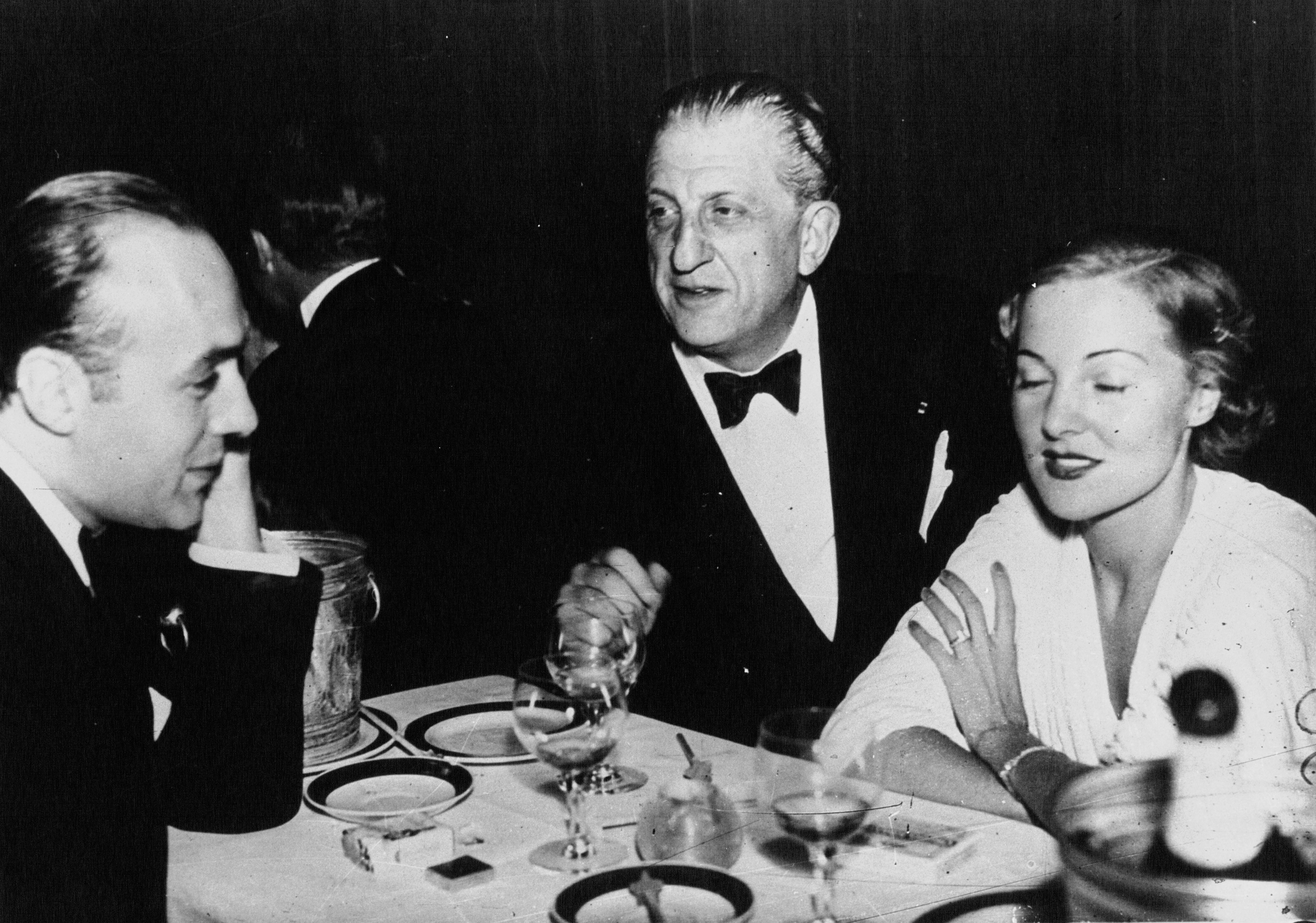
Henri Bernstein (au centre), avec Charles Boyer et Pat Paterson, en 1936.

### Œuvres (liste non exhaustive)
- 1900 : Le Marché, comédie en 3 actes, Théâtre Antoine, 12 juin
- 1902 : Le Détour, comédie en 3 actes, Théâtre du Gymnase, 5 janvier
- 1902 : Joujou, comédie en 3 actes, Théâtre du Gymnase, 26 novembre
- 1904 : Le Bercail, comédie en 3 actes, Théâtre du Gymnase, 13 décembre
- 1905 : La Rafale, Théâtre du Gymnase
- 1906 : La Griffe, pièce en 4 actes, Théâtre de la Renaissance, 18 avril 1906.
- 1906 : Le Voleur, pièce en 3 actes, Théâtre de la Renaissance, 7 décembre 1906.
- 1907 : Samson, pièce en 4 actes, Théâtre de la Renaissance, 6 novembre 1907.
- 1908 : Israël, pièce en 3 actes, Théâtre Réjane, 13 octobre
- 1911 : Après moi, pièce en 3 actes, Comédie-Française, 20 février
- 1912 : Le Détour, Théâtre du Gymnase
- 1912 : L'Assaut, pièce en 3 actes, Théâtre du Gymnase, 2 février, lire en ligne sur Gallica
- 1913 : Le Secret, pièce en 3 actes, Théâtre des Bouffes Parisiens, l22 mars 1913.
- 1922 : Judith, Théâtre du Gymnase, 12 octobre
- 1924 : La Galerie des glaces, Théâtre du Gymnase, 22 octobre
- 1926 : Félix, Théâtre du Gymnase,
- 1927 : Le Venin, pièce en 3 actes, Théâtre du Gymnase, 17 mars 1927
- 1929 : Mélo, pièce en 3 actes et 12 tableaux, Théâtre du Gymnase, 11 mars
- 1929 : Le Bonheur, pièce en trois actes et 4 tableaux, Théâtre du Gymnase, le 11 mars 1929.
- 1934 : Le Messager, pièce en 4 actes et 2 parties
- 1934 : Espoir, pièce en 5 actes, Théâtre du Gymnase, 24 novembre
- 1935 : Le Cœur, pièce en 5 actes, Théâtre du Gymnase, 17 décembre
- 1937 : Le Cap des tempêtes, pièce en 5 actes, Théâtre du Gymnase, 14 octobre
- 1939 : Elvire, pièce en 4 actes, Théâtre des Ambassadeurs, 27 janvier 1940
- 1949 : La Soif, Théâtre des Ambassadeurs, 9 février 1949
- 1950 : Victor, Théâtre Hébertot, octobre 2015
- 1952 : Évangéline de Henri Bernstein, mise en scène de l'auteur, Théâtre des Ambassadeurs, 2 octobre
- 1955 : Espoir de Henri Bernstein, mise en scène de l'auteur, Théâtre des Ambassadeurs, 16 septembre

### Metteur en scène
- 1933 : Le Bonheur de Henri Bernstein, Théâtre du Gymnase
- 1937 : Le Voyage de Henry Bataille, Théâtre du Gymnase
- 1948 : Voyage à Washington, d'après Garson Kanin, Théâtre des Ambassadeurs
- 1950 : Le Voyage de Henry Bataille, Théâtre des Ambassadeurs
- 1955 : Espoir de Henri Bernstein, Théâtre des Ambassadeurs

### Reprises
- 1987 : Le Secret de Henri Bernstein, mise en scène Andréas Voutsinás, Théâtre Montparnasse
- 2002 : Elvire de Henri Bernstein, mise en scène Patrice Kerbrat, Théâtre Marigny

## Henry Bernstein au cinéma
- 1913 : Geschwister, réalisé en Allemagne par Hermann Schuller d'après La Griffe
- 1919 : Le Bercail, réalisé par Marcel L'Herbier d'après Le Bercail
- 1932 : Mélo, réalisé par Paul Czinner d'après Mélo (version française)
- 1932 : Der träumende Mund, réalisé par Paul Czinner d'après Mélo (version allemande)
- 1934 : Le Bonheur, réalisé par Marcel L'Herbier d'après Le Bonheur
- 1936 : Samson, réalisé par Maurice Tourneur d'après Samson
- 1936 : L'Assaut de Pierre-Jean Ducis
- 1937 : Le Messager, réalisé par Raymond Rouleau
- 1938 : Orage, réalisé par Marc Allégret d'après Le Venin
- 1951 : Victor, réalisé par Claude Heymann d'après Victor
- 1954 : Orage (Delirio), réalisé par Pierre Billon et Giorgio Capitani d'après Le Venin
- 1986 : Mélo, réalisé par Alain Resnais d'après Mélo